# 50 kilometer gång för herrar i friidrott vid olympiska sommarspelen 1972
50 kilometer gång för herrar vid olympiska sommarspelen 1972 i München avgjordes 3 september. 

## Medaljörer
| Gren       | Guld                          | Guld      | Silver                            | Silver    | Brons           | Brons     |
| 50 km gång | Bernd Kannenberg Västtyskland | 3:56.11,6 | Veniamin Soldatenko Sovjetunionen | 3:58.24,0 | Larry Young USA | 4:00.46,0 |

## Slutliga resultat
| Placering | Namn                   | Nationalitet   | Tid       |
| --------- | ---------------------- | -------------- | --------- |
| 1         | Bernd Kannenberg       | Västtyskland   | 3:56.11,6 |
| 2         | Veniamin Soldatenko    | Sovjetunionen  | 3:58.24,0 |
| 3         | Larry Young            | USA            | 4:00.46,0 |
| 4         | Otto Barch             | Sovjetunionen  | 4:01.35,4 |
| 5         | Peter Selzer           | Östtyskland    | 4:04.05,4 |
| 6         | Gerhard Weidner        | Västtyskland   | 4:06.26,0 |
| 7         | Vittorio Visini        | Italien        | 4:08.31,4 |
| 8         | Gabriel Hernández      | Mexiko         | 4:12.09,0 |
| 9         | Paul Nihill            | Storbritannien | 4:14.09,4 |
| 10        | Charles Sowa           | Luxemburg      | 4:14.21,2 |
| 11        | Karl-Heinz Stadtmüller | Östtyskland    | 4:14:28.8 |
| 12        | Hans Tenggren          | Sverige        | 4:16:37.6 |
| 13        | Daniel Björkgren       | Sverige        | 4:20:00.0 |
| 14        | Christoph Höhne        | Östtyskland    | 4:20:43.8 |
| 15        | Stefan Ingvarsson      | Sverige        | 4:21:01.0 |
| 16        | Horst-Rüdiger Magnor   | Västtyskland   | 4:21:53.4 |
| 17        | William Weigle         | USA            | 4:22:52.2 |
| 18        | John Warhurst          | Storbritannien | 4:23:21.6 |
| 19        | Shaul Ladany           | Israel         | 4:24:38.6 |
| 20        | Raúl González          | Mexiko         | 4:26:13.4 |
| 21        | Alex Oakley            | Kanada         | 4:28:42.6 |
| 22        | János Dalmati          | Ungern         | 4:32:23.2 |
| 23        | Domenico Carpentieri   | Italien        | 4:33:10.6 |
| 24        | Kjell Lund             | Norge          | 4:34:23.4 |
| 25        | Howard Timms           | Storbritannien | 4:34:43.8 |
| 26        | Antal Kiss             | Ungern         | 4:34:45.0 |
| 27        | Steve Hayden           | USA            | 4:36:07.2 |
| 28        | Adalberto Scorza       | Argentina      | 4:42:41.4 |
| 29        | Ole David Jensen       | Danmark        | 4:57:13.8 |
| -         | Abdon Pamich           | Italien        | DQ        |
| -         | Sergej Grigorjev       | Sovjetunionen  | DQ        |
| -         | Alfred Badel           | Schweiz        | DNF       |
| -         | Jan Ornoch             | Polen          | DNF       |
| -         | Jean-Claude Decosse    | Frankrike      | DNF       |
| -         | José Oliveros          | Mexiko         | DNF       |
| -         | Karl-Heinz Merschenz   | Kanada         | DNF       |
| -         | Ion Benga              | Rumänien       | DNS       |
| -         | Andrzej Siennicki      | Polen          | DNS       |
| -         | Winicjusz Nowosielski  | Polen          | DNS       |
| -         | Vasile Dumitrescu      | Rumänien       | DNS       |
| -         | Yuri Penalba           | Nicaragua      | DNS       |
| -         | Ilia Popov             | Bulgarien      | DNS       |

Key:  DNF = Did not finish (fullföljde inte)
 * Wind assisted